# Сингаи (Народичский район)
Сингаи (укр. Сингаї) — село на Украине, находится в Народичском районе Житомирской области.
Код КОАТУУ — 1823782403. Население по переписи 2001 года составляет 18 человек. Почтовый индекс — 11453. Телефонный код — 4140. Занимает площадь 0,321 км².

## Адрес местного совета
11453, Житомирская область, Народичский р-н, с. Гуто-Марьятин